# Större svartvråk
Större svartvråk (Buteogallus urubitinga) är en fågel i familjen hökar inom ordningen hökfåglar. Den har en vid utbredning från Mexiko söderut till norra Argentina. Arten minskar i antal, men beståndet anses ändå vara livskraftigt.

## Utseende och läten
Större svartvråk är en stor (56–64 cm) rovfågel med mycket breda vingar och kort stjärt. Fjäderdräkten är huvudsakligen svart, med svartspetsad vit stjärt. Näbben är svart, benen gula liksom vaxhuden. Könen är lika, men ungfåglarna är mörkbruna ovan med fläckar och streck. Undersidan är mörkfläckat beige och stjärten är grå- och svartbandad. Lätet beskrivs som ett pipande "ooo-wheeeeee".

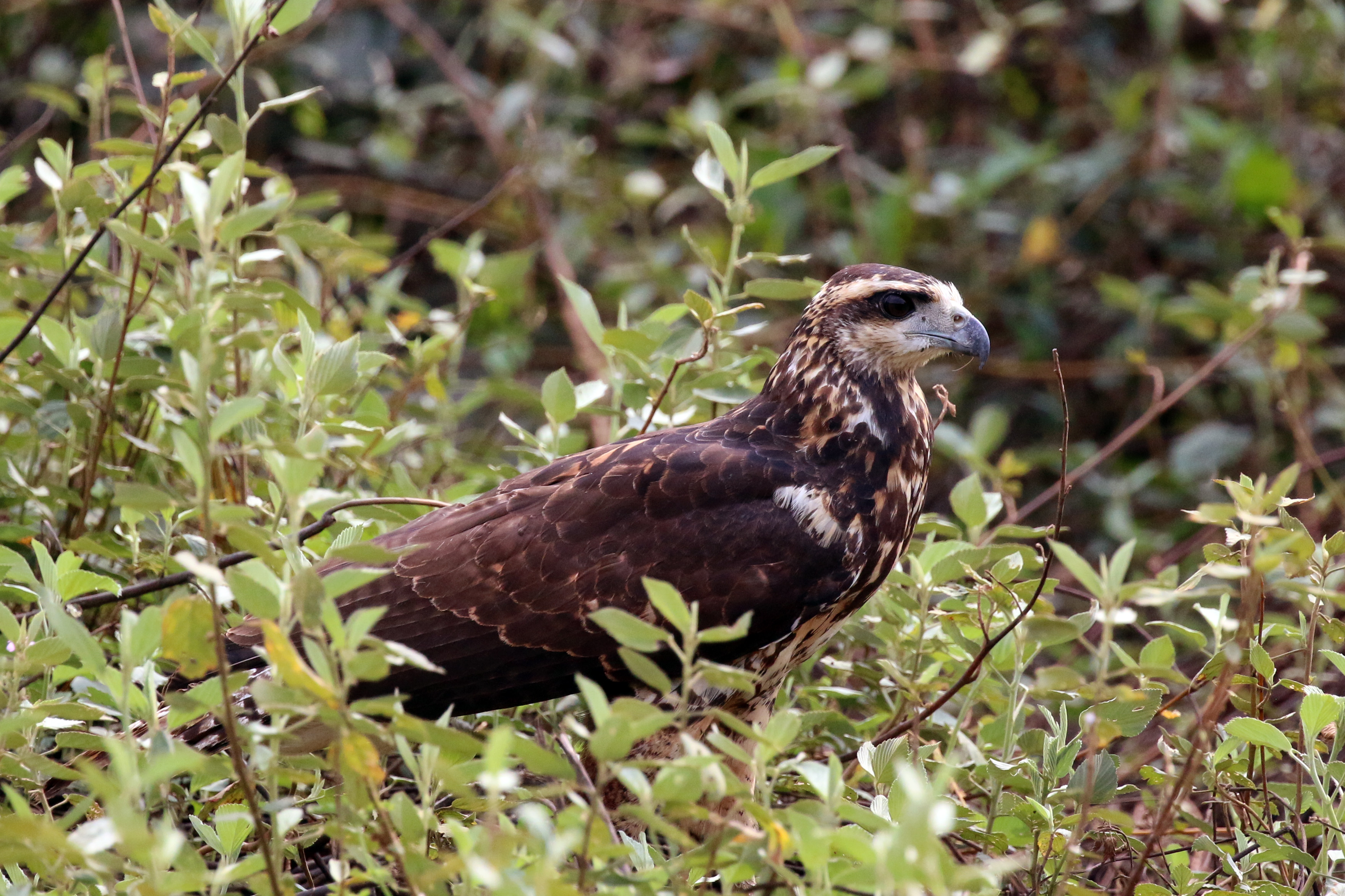
Ungfågel i Pantanal, Brasilien
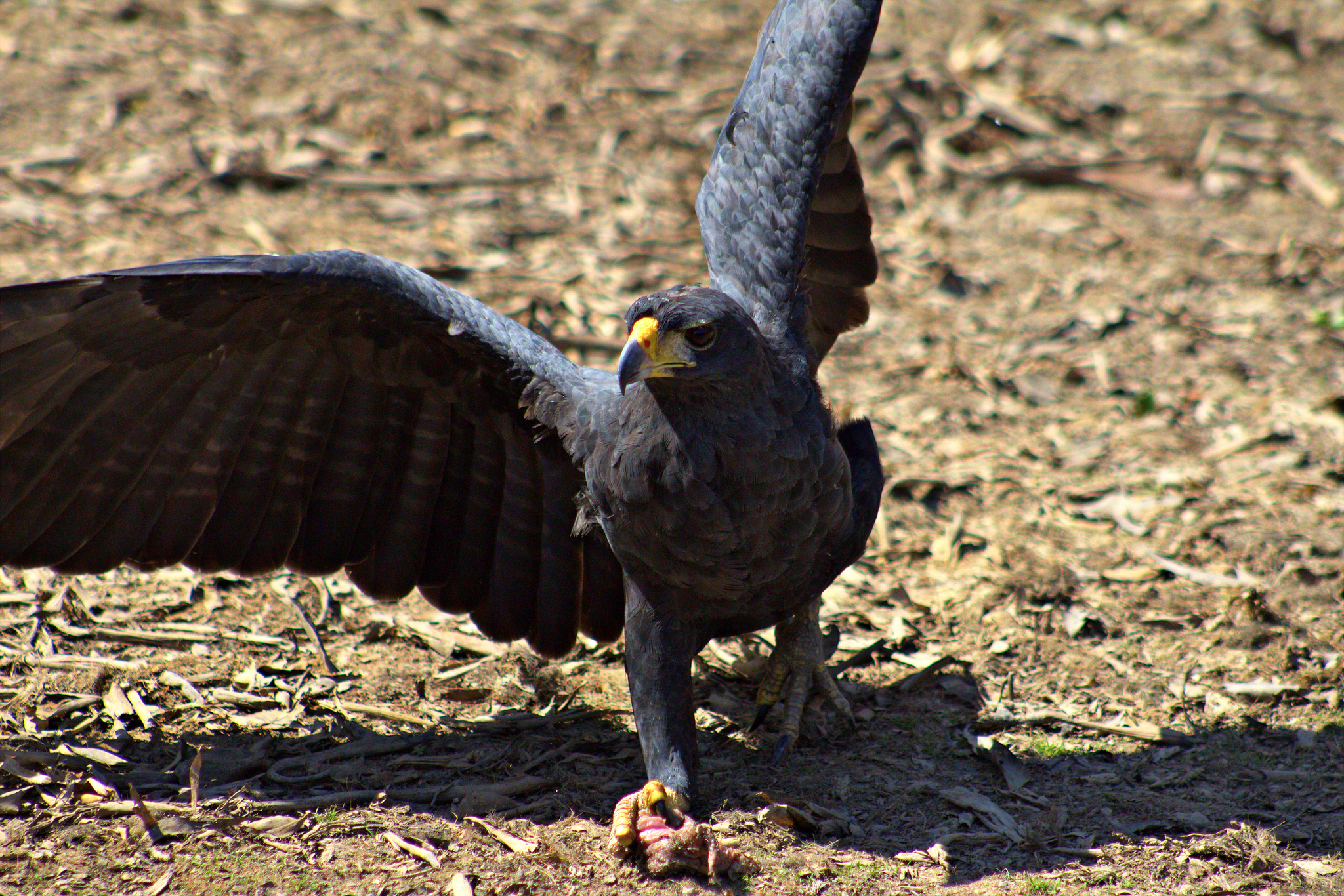
I Apure, Venezuela
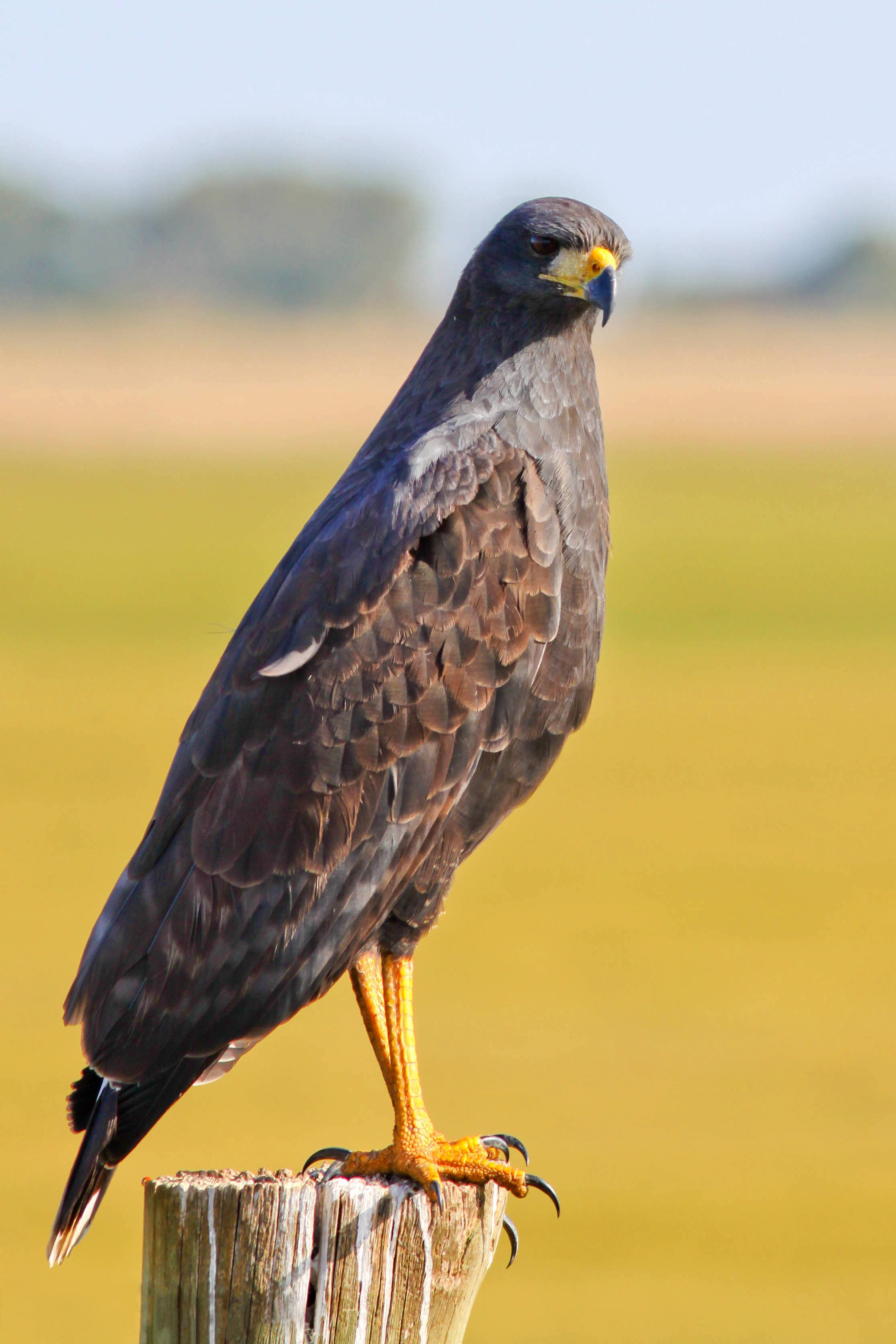
I södra Brasilien

## Utbredning och systematik
Större svartvråk delas in i två distinkta underarter med följande utbredning:
- Buteogallus urubitinga ridgwayi – förekommer i låglänta områden från norra Mexiko till västra Panama
- Buteogallus urubitinga urubitinga – förekommer österut från Panama genom Sydamerika till norra Argentina

En större svartvråk observerades på South Padre Island i Texas, USA i april 2018. I augusti samma år återsågs sannolikt samma individ i Maine. Efter att ha inte ha setts i flera månader dök den senare upp i Deering Oaks park i Portland, Maine, 
där den blev kvar tills den togs om hand under en snöstorm 20 januari 2019. Fågeln avlivades senare på grund av kraftiga frostskador på benen. I januari 2020 stoppades den upp med målet att placeras på Maine State Museum.

### Släktskap
I släktet Buteogallus är större svartvråk trots namnet inte nära släkt med mindre svartvråk (B. anthracinus). Istället visar genetiska studier att den utgör systerart till artparet chacoörn och eremitörn, tidigare i Harpyhaliaetus. Dessa inkluderas därför numera i Buteogallus.

## Levnadssätt
Större svartvråk hittas i kustnära skogar och öppen skogsmark nära vatten. Födan består av reptiler och andra små ryggradslösa djur men även insekter som den oftar jagar till fots. Utmed Amazonfloden och dess bifloder har den setts räda hoatzinkolonier på jakt efter ägg och ungar. Den bygger ett stort bo av kvistar och grenar i ett träd, vari den lägger vanligen ett enda mörkfläckigt vitaktigt ägg.

## Status och hot
Arten har ett stort utbredningsområde och en stor population, men tros minska i antal, dock inte tillräckligt kraftigt för att den ska betraktas som hotad. Internationella naturvårdsunionen IUCN listar därför arten som livskraftig (LC). Beståndet uppskattas till i storleksordningen en halv till fem miljoner vuxna individer.

## Namn
Större svartvråkens vetenskapliga artnamn urubitinga kommer från tupíspråkets Urubú tinga, "stor svart fågel", som används som namn på en rovfågel.